# Карнавале, Франсуа де Керневенуа
Франсуа де Керневенуа (фр. François de Kernevenoy; ок. 1520 — 18 апреля 1571, Париж), сеньор де Карнавале в Бретани и Нуайян-сюр-Сен — французский придворный, воспитатель короля Генриха III.

## Биография
Сын бретонского дворянина Филиппа де Керневенуа, сеньора де Керневенуа и Лошу, и Мари дю Шатель, «из дома знаменитого Танги дю Шателя, сенешаля Прованса».
Род де Керневенуа известен с середины XV века, когда при Карле VII сеньор этого места вместе с сеньором де Гемене был послан герцогом Бретонским на переговоры с англичанами. На французскую службу этот род перешёл после бракосочетания Людовика XII и Анны Бретонской. Дед Франсуа Шарль де Керневенуа был оруженосцем-стольником у дофина в правление Франциска I.
Франсуа де Керневенуа был одним из немногих бретонцев, сумевших занять высокое положение при дворе. Начал службу при Генрихе II конюшим в королевской конюшне, в 1555 году стал штатным дворянином Палаты короля, сохранив должность конюшего. Был зачислен на службу к будущему Генриху III, когда тот ещё титуловался герцогом Ангулемским. В июне 1560 получил под командование роту из тридцати копий и должность лейтенанта.
7 декабря 1561 пожалован в рыцари ордена короля, в 1564 году назначен воспитателем особы герцога Анжуйского и штатным распорядителем его дворца, а в 1567 году стал сюринтендантом дома этого принца.
Брат Франсуа Клод, аббат Бенара, также был принят на службу в дом герцога Анжуйского в должности интенданта, и в 1568 году герцог рекомендовал его папе в качестве епископа Трегье, в рассуждении услуг, оказанных сеньором де Карнавале.
Достигнутое положение позволило Франсуа последовательно вступить в браки с дамами из дома Екатерины Медичи. Обосновавшись в столице, он приобрёл сеньорию Нуайян-сюр-Сен, где в 1553—1555 построил замок с просторными конюшнями.
Сеньор де Карнавале участвовал в итальянских кампаниях герцога де Гиза в правление Генриха II и получил от этого короля пенсион и различные благодеяния. Не являясь клиентом Гизов, после воцарения Франциска II он был понижен в статусе, перейдя из ранга дворянина Палаты короля в число «Прочих дворян», что означало снижение жалования с 1200 до 600 турских ливров. Только в 1566 году Карнавале, пользовавшийся доверием Екатерины, став камергером короля, снова стал получать полную сумму.
В Париже Карнавале руководил Турнельской школой — манежем, где молодые придворные получали необходимые навыки. При дворе он имел репутацию знатока лошадей и лично занимался дрессурой. Ронсар, прошедший у Карнавале курс обучения, воспел его качества конюшего и педагога в «Первой книге од». В январе 1559 года Франсуа было поручено организовать карусель по случаю бракосочетания дофина с Марией Стюарт.
В его обязанности также входило попечение о молодых иностранных дворянах, прибывавших ко французскому двору; в частности, в 1565 году он занимался обучением юного англичанина, посланного королевой Елизаветой, и истратил на него 400 турских ливров.
В отличие от гувернера Карла IX господина де Сипьера, бывшего исключительно профессиональным военным («солдатом»), Карнавале водил знакомство с образованными людьми. Его упоминает Монтень в одном из пассажей своих «Опытов», а Ронсар в 1565 году посвятил Франсуа сонет, в котором сравнивал его с мифическими воспитателями Ясона и Ахилла — Хироном и Фениксом, при этом указывая, что своей должностью тот обязан королеве-матери, а в другом сонете подчёркивал роль Карнавале как покровителя поэтов при дворе.
В качестве агента Екатерины Карнавале в 1558 году был курьером между двором и коннетаблем Монморанси, проводившим мирные переговоры с имперцами в Серкане. В 1564—1565 годах он участвовал в большом путешествии королевской семьи по Франции, а затем сопровождал герцога Анжуйского на встречу с сестрой, королевой Испании.
Герцог был весьма привязан к своему воспитателю. В 1569 году, в разгар Третьей религиозной войны, в ответ на угрозу Карла IX удалить Карнавале, Генрих ответил, что скорее расстанется со своими должностями генерального наместника королевства и генералиссимуса. Испанский посол дон Франсес де Алава в связи с этим сообщает, что привязанность принца имела малопочтенное основание, так как Карнавале, якобы, поощрял его развратное поведение, но не исключено, что выпады испанца продиктованы политическими соображениями.
Алава рассматривал Карнавале как криптопротестанта, и французские современники также утверждают, что тот был практикующим гугенотом не менее пяти лет. В апреле 1563 года ходили слухи, что герцог склоняется к новой религии, так как его воспитатель является её адептом. Алава жаловался на Карнавале и в 1568 году, сразу после подписания мира в Лонжюмо, но формальных доказательств вероотступничества не было, и считается, что Франсуа умер добрым католиком.
Франсуа де Керневенуа умер 18 апреля 1571 во дворце герцога Анжуйского на улице Пулье, и был погребен в церкви Сен-Жермен-л'Осеруа, где его друг, канцлер герцога Филипп Юро де Шеверни поставил памятник с латинской эпитафией, текст которой приведён у Гишнона. Кроме того, он был связан с Рене де Вилькье, первым дворянином Палаты герцога, занимавшим у Карнавале деньги. Сеньор де Карнавале оставил своему сыну всего 800 турских ливров дохода, не обогатившись на придворной службе, хотя его жалование составляло 13 000, к которым добавлялось около 4000 ливров ренты.

## Семья
1-я жена: Анна Юро, дочь Жана Юро, сеньора де Вёй, и Жанны де Рагье
2-я жена (20.11.1566): Франсуаза де Лабом, дочь Жана IV де Лабома, графа де Монревеля, и Элен де Турнон, вдова Франсуа де Лабома, графа де Монревеля
Сын:
Франсуа-Клод де Керневенуа, кампмейстер французского пехотного полка. 24 мая 1571, будучи ещё ребенком, в знак признания заслуг отца получил должности первого дворянина дома герцога Анжуйского, с жалованием в 4000 турских ливров, и дворянина Палаты короля с 1200 ливров. Потомства не оставил